# 효고 뉴스 845
효고 뉴스 845(兵庫ニュース845)은 NHK 고베 방송국에서 제작하고 방송되고 있는 뉴스 프로그램이다.

## 방송 소개
2007년 4월 2일 첫방송을 시작한 효고 뉴스 845는 오늘 있었던 효고현 지역의 소식을 전해주는 뉴스프로그램,

## 방송 시간
- 월 ~ 금 오후 8시 45분 ~ 9시(15분)